# نهائي كأس أوكرانيا 2005
نهائي كأس أوكرانيا 2005 هي المباراة النهائية من منافسة كأس أوكرانيا 2004–05، أقيمت المباراة في 29 مايو 2005، في مجمع أولمبيسكي الوطني الرياضي، بين فريقي دينامو كييف، ونادي شاختار دونيتسك، وفاز فيها دينامو كييف، بعد أن هزم نادي شاختار دونيتسك، بنتيجة 1 - 0، وكان حكم المباراة تاريه هاوغه، وحضر المباراة 68000 شخصاً.

## تفاصيل المباراة
لعبت المباراة النهائية في 29 مايو 2005.
| دينامو كييف | 1 -0 | نادي شاختار دونيتسك |
| ----------- | ---- | ------------------- |
|             |      |                     |